# Yuli Marfuah
Yuli Marfuah (* 14. Juli 1979 in Bandung) ist eine indonesische Badmintonspielerin. 

## Karriere
Yuli Marfuah gewann bereits 1997 die Polish International. 2000 wurde sie Vizeweltmeisterin mit dem indonesischen Team im Uber Cup, 2001 Vizeweltmeisterin im Sudirman Cup.  Zwei Jahre später siegte sie bei den indonesischen Einzelmeisterschaften. Bei PON XVI gewann sie Bronze mit dem Team aus Jawa Barat.

## Sportliche Erfolge
| Saison | Veranstaltung                     | Disziplin       | Platz | Name         |
| ------ | --------------------------------- | --------------- | ----- | ------------ |
| 1997   | Polish International              | Dameneinzel     | 1     | Yuli Marfuah |
| 1998   | Indonesia Open                    | Dameneinzel     | 5     | Yuli Marfuah |
| 1999   | Hongkong Open                     | Dameneinzel     | 5     | Yuli Marfuah |
| 1999   | Indonesian Open                   | Dameneinzel     | 3     | Yuli Marfuah |
| 2000   | Uber Cup                          | Damenteam       | 2     | Indonesien   |
| 2001   | Sudirman Cup                      | Gemischtes Team | 2     | Indonesien   |
| 2003   | Indonesien: Einzelmeisterschaften | Dameneinzel     | 1     | Yuli Marfuah |
| 2004   | PON XVI                           | Damenteam       | 3     | Jawa Barat   |